# 통합 개발 환경

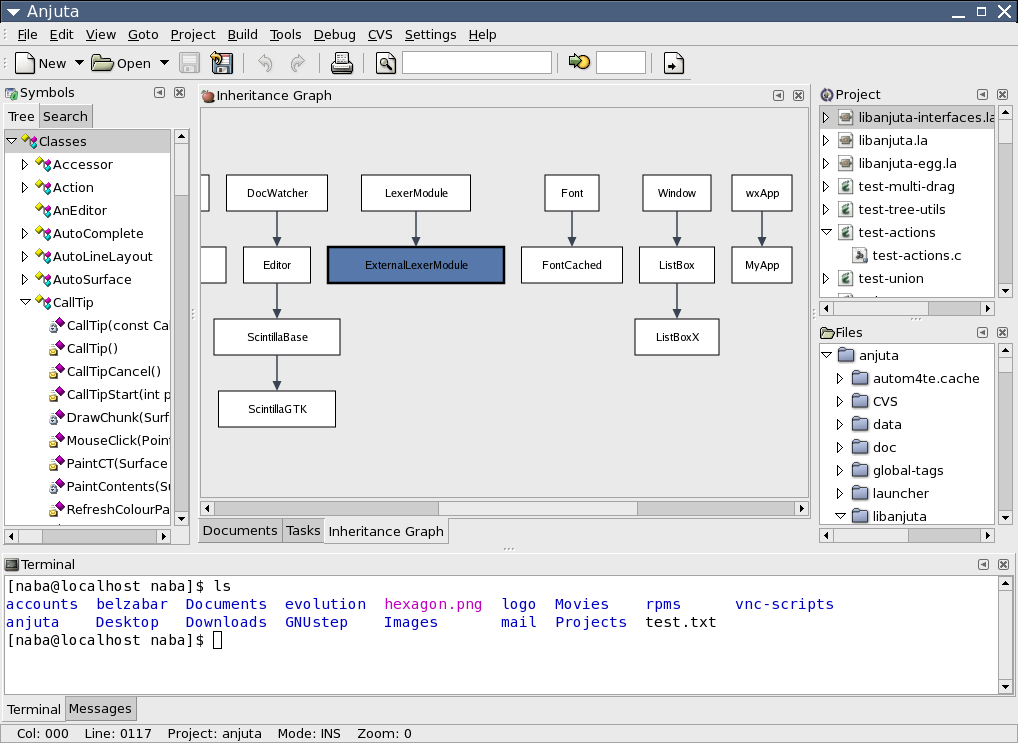
Anjuta: 그놈 환경을 위한 C 및 C++ IDE

통합 개발 환경(統合開發環境, integrated development environment, IDE)은 코딩, 디버그, 컴파일, 배포 등 프로그램 개발에 관련된 모든 작업을 하나의 프로그램 안에서 처리하는 환경을 제공하는 소프트웨어이다. 종래의 소프트웨어 개발에서는 컴파일러, 텍스트 편집기, 디버거 등을 따로 사용했다. 이러한 프로그램들을 하나로 묶어 대화형 사용자 인터페이스(CUI)를 제공한 것이 통합 개발 환경이다. 최근의 통합 개발 환경(IDE)은 그래픽 사용자 인터페이스(GUI) 응용 프로그램 개발용 고속 개발 도구가 많다.

## 역사
IDE 초기에는 콘솔이나 터미널을 통해서 개발이 가능했다. 초기 시스템들은 프로그램들이 플로차트를 사용하여 만들어진 후 천공 카드(또는 종이 테이프 등)로 프로그램을 입력시킨 다음 컴파일러에 제출하는 방식이었기 때문에 IDE를 지원하지 못했다. 다트마우스 베이직은 IDE와 통합된 최초의 언어로 간주된다. 이 IDE는 명령어 기반이었기 때문에 그래픽 사용자 인터페이스의 출현 이후에 대중화된 메뉴 구동식의 그래피컬한 IDE와 닮지 않았다. 그러나 이 도구는 현대의 IDE에 꾸준히 포함되는 편집, 파일 관리, 컴파일, 디버그, 실행 기능을 통합하였다.
마에스테로 I은 Softlab Munich의 제품으로, 소프트웨어를 위한 세계 최초의 통합 개발 환경이었다. 마에스테로 I은 전 세계 22,000명의 프로그래머들이 설치, 사용하고 있다.
플러그인 개념을 도입한 최초의 IDE들 가운데 하나는 소프트벤치이다.
2015년 3월 기준으로 가장 대중적인 IDE로는 이클립스(웹 , Java SE , Java EE , C++/C)와 비쥬얼 스튜디오(C++ , C# , VB .NET , F# , Python)
IntelliJ(C/C++ , C# , Java 등등 대부분)가 있다.

## 언어 지원
다양한 프로그래밍 언어를 지원하는 통합 개발 환경의 예로, 비주얼 스튜디오, 이클립스를 들 수 있다. 이클립스는 자바를 기본적으로 지원하지만, 파이썬, 펄, 루비, 포트란, C, C++, PHP, 코볼, JSP 등과 같은 언어들도 추가적으로 설치할 수 있다. 각 언어의 추가 설치본은 각자 고유의 디버거를 비롯한 다양한 도구들을 가지고 있다.

## 통합 개발 환경의 종류
|                                                        | 개발사                           | 플랫폼              | 운영 체제 | 언어 | 라이선스                                 | 특징                                                  |
| ------------------------------------------------------ | -------------------------------- | ------------------- | --- | --- | ---------------------------------------- | ----------------------------------------------------- |
| 이클립스 (Eclipse)                                     | IBM, 이클립스 재단               | 크로스 플랫폼(자바) | 윈도우, 리눅스, 솔라리스, AIX, 맥 OS X | 자바, C, C++, PHP, JSP | 이클립스 공중 허가                       | RAD                                                   |
| 라자루스 (Lazarus)                                     | Lazarus team                     | 크로스 플랫폼       | 리눅스 배포판, FreeBSD, 맥 OS X, 윈도우 | 프리 파스칼,파스칼 SDK | GPL, GNU LGPL,기타                       |                                                       |
| 안쥬타 (Anjuta)                                        | GNOME 프로젝트                   | 플랫폼              | 리눅스 | C, C++ | 라이선스                                 |                                                       |
| 와이드 스튜디오 (Wide Studio)                          | 와이드 스튜디오 프로젝트         | 운영 체제           | 리눅스 | C, C++ | 라이선스                                 |                                                       |
| 코드블럭스 (Code::Blocks)                              | 제작사                           | 운영 체제           | 플랫폼 | C, C++ | 라이선스                                 |                                                       |
| Dev-C++                                                | Bloodshed Software               | 운영 체제           | 플랫폼 | C, C++ | GPL GNU 일반 공중 사용 허가서            |                                                       |
| 비주얼 스튜디오 (Visual Studio)                        | 마이크로소프트                   | Win32, win64        | 윈도우 시리즈, macOS | 비주얼 베이직, 비주얼 베이직 닷넷, 비주얼 C++, 비주얼 C 샤프, F 샤프                                                        | 상용                                     |                                                       |
| 코드기어 디벨로퍼 스튜디오 (Codegear Developer Studio) | 코드기어                         | Win32               | 윈도우 | 델파이, 오브젝트 파스칼, C++빌더                                                                                            | 상용                                     |                                                       |
| 델파이 (Delphi)                                        | 엠바카데로 테크놀러지            | Win32               | 윈도우, 안드로이드, macOS | 오브젝트 파스칼 | 상용 라이선스                            |                                                       |
| C++빌더 (C++ Builder)                                  | 엠바카데로 테크놀러지            | Win32               | 윈도우 | C, C++ | 상용 라이선스                            |                                                       |
| 제이빌더 (J Builder)                                   | 엠바카데로 테크놀로지스          | Win32               | 윈도우 | JAVA | 라이선스                                 |                                                       |
| JDE                                                    | 개발사                           | 운영 체제           | 플랫폼 | 언어 | 라이선스                                 |                                                       |
| 카일릭스 (Kylix)                                       | 개발사                           | 운영 체제           | 플랫폼 | 언어 | 라이선스                                 | 지원 중단됨                                           |
| 터보 C (Turbo C)                                       | 코드기어                         | 도스                | MS-DOS | C, C++ | 라이선스                                 |                                                       |
| 볼랜드 C++ 빌더 (Boland C++ Builder)                   | 코드기어                         | 도스                | MS-DOS | C, C++ | 라이선스                                 |                                                       |
| 터보 파스칼 (Turbo Pascal)                             | 코드기어                         | 도스                | MS-DOS | 파스칼 | 라이선스                                 |                                                       |
| 넷빈즈 (NetBeans)                                      | 썬 마이크로시스템즈, 넷빈즈 재단 | 운영 체제           | 크로스 플랫폼 | 언어 | 라이선스                                 |                                                       |
| 제이디벨로퍼 (JDeveloper)                              | 오라클                           | JVM                 | 운영 체제 | 자바, XML, SQL PL/SQL, HTML, 자바스크립트, BPEL, PHP                                                                        | 사유, 자유                               |                                                       |
| 리얼베이직 (Real Basic)                                | 리얼 소프트웨어                  | 크로스 플랫폼       | 맥 OS X, 마이크로소프트 윈도우, 리눅스 | 객체 지향 베이직 | 사유, 자유                               |                                                       |
| 엑스코드 (Xcode)                                       | 애플                             | 아이폰, 매킨토시    | 맥 OS X v10.3 (버전 1.x), 맥 OS X v10.4 (버전 2.x), 맥 OS X v10.4 & v10.5 (버전 2.5), 맥 OS X v10.5 (버전 3.x), 맥 OS X v10.5.2 (버전 3.1) | C, C++, 오브젝티브-C, 오브젝티브-C++, 자바, 애플스크립트, 코코아, Carbon, GNU 파스칼, 프리 파스칼, 에이다, C#, 펄, D, Swift | 혼합된 사유재산, 소프트웨어는 카피레프트 |                                                       |
| 코드워리어                                             | 개발사                           | 운영 체제           | 크로스 플랫폼 | 언어 | 라이선스                                 |                                                       |
| 퓨처베이직                                             | 개발사                           | 운영 체제           | 플랫폼 | 언어 | 라이선스                                 |                                                       |
| 파워 빌더 (Power Builder)                              | 개발사                           | 운영 체제           | 플랫폼 | 언어 | 라이선스                                 |                                                       |
| 오토잇                                                 | 개발사                           | 운영 체제           | 플랫폼 | 언어 | 라이선스                                 |                                                       |
| 카일릭스                                               | 개발사                           | 크로스 플랫폼       | 운영 체제 | 언어 | 라이선스                                 |                                                       |
| 프리 파스칼                                            | 프리 파스칼 팀                   | Win32               | 도스.윈도우 | 프리 파스칼 | 라이선스                                 |                                                       |
| 델파이 포 PHP                                          | 개발사                           | 운영 체제           | 플랫폼 | 언어 | 라이선스                                 |                                                       |
| IntelliJ IDEA                                          | 젯브레인즈                       | 운영 체제           | 윈도, macOS, 리눅스 | 자바, 코틀린, 그루비, 스칼라                                                                                                | 라이선스                                 |                                                       |
| 터보 파스칼                                            | 코드기어                         | 플랫폼              | MS-DOS | 파스칼 | 라이선스                                 |                                                       |
| 터보 델파이                                            | 코드기어                         | 플랫폼              | MS-DOS | 오브젝트 파스칼 | 라이선스                                 | 학생, 아마추어, 전문가, 취미로 즐기는 프로그래머 대상 |
| 코드라이트                                             | Eran Ifrah 외                    | 크로스 플랫폼       | 윈도우 XP SP3, 윈도우 비스타, 우분투 9.10, 맥 OS X 10.5.6                                                                                  | C/C++ | GPLv2                                    |                                                       |
| PhpStorm                                               | 개발사                           | 운영 체제           | 플랫폼 | PHP | 라이선스                                 |                                                       |

## 같이 보기
- 소프트웨어 개발 키트
- 고속 개발 도구
- 유틸리티 프로그램
- 소프트웨어 공학
- 컴파일러